# Mononychus punctum-album
Mononychus punctumalbum
Espèce
Mononychus punctumalbum (anciennement Mononychus pseudacori) est une espèce d'insectes coléoptères, un charançon dont la larve vit aux dépens des graines de l'iris d'eau Iris pseudacorus.
La forme classique est noire avec un point blanc mais il existe aussi des formes brunes plus claires. Cet insecte n'a qu'une seule griffe au tarse au lieu des deux habituelles, d'où le nom du genre qui signifie « un seul ongle ».